# 角色主唱系列
角色主唱系列（簡稱CV系列）是克理普敦未來媒體（CRYPTON FUTURE MEDIA，下略作「CRYPTON」）以Yamaha的VOCALOID 2語音合成引擎為基礎開發販售的虛擬歌手軟件系列。第一版「初音未來」於2007年8月31日發售，第二版「鏡音鈴、連」同年12月27日推出，第三版「巡音流歌則於2009年1月30日。開放價格，官方估計系列軟件實際價格約15,750日圓。

## 軟件概念
在初音未來之前，同公司已推出過同類型的軟件MEIKO和KAITO，但當時只有音樂製作界有興趣（不過MEIKO的銷售數仍是音樂軟件中較高的四千套），但KAITO只售出500套。而電子音樂製作界中約八成是男性，因KAITO的失敗，一位喜歡動畫的員工捨棄之前兩套軟件以實際歌手為主題印象的概念，提出「美少女角色演出的虛擬歌手」的計劃，構思來自一些科幻作品，特別是電視動畫，其次是PS2遊戲《女神異聞錄3》的機械人角色「Aegis」、兵器娘動畫《天翔少女》、弐瓶勉的漫畫《NOiCE》和《ABARA》，並從聲優雜誌研究聲優，錄音時亦要求聲優特別重視角色性。和以前同類型軟體相比，這是完全不同的新概念，開發企畫者希望藉由動畫聲優以及虛擬偶像的人格設定來為電子音樂製作帶來更多想像空間與樂趣，而不只單單是靠外觀包裝的「萌」角色來吸引消費者。但因為「萌」元素較強，發售前公司內也有不少職員反對，專業的音樂製作雜誌亦不肯介紹，實際發售後卻是事前預計之外的大熱潮。

## 軟件簡介
軟件使用了Yamaha的VOCALOID 2語音合成引擎，把人類的聲音錄音並合成為酷似真正的歌聲。除了最基本的輸入音調、歌詞外，還可以調整震音、音速（VEL、Velocity）、力度（DYN、Dynamics）、呼吸聲（BRE、Breathiness）、明亮感（BRI、Brightness）、透明感（CLE、Clearness）、口的開合度（OPE、Opening）、性別參數（GEN、Gender Factor）、滑音位置（POR、Portamento Timing）、音高折曲（PIT、Pitch Bend）和音高折曲敏感度（PBS、Pitch Bend Sensitivity）等，最多能夠16人合唱，亦支援即時演奏、對應ReWire。製作完成後會以WAV格式輸出，但軟件本身只可做出歌唱部分，伴奏音聲需要使用其他音樂軟件合成。相比2003年的VOCALOID，各種性能均有提升。但歌詞輸入不能辨認、作為助詞和、作為長音時會分別轉為、的發音，亦不能對應促音，需要自行修改。另外，發音不一定限定於日語，也不一定只可用於歌唱，英語和說話亦可實現，但調整上非常困難。
軟件並非設計給初學者，初接觸電子音樂製作的用家需要一段時間適應作，因此在2ch等地方也出現不少以此類用家為對象的教學討論串，大阪電氣通信大學甚至於2007年10月19日和10月25日舉行以初學者為對象的講座。

### 需求配備
- 微處理器：Pentium 4 2GHz / Athlon XP 2000+以上（推薦Pentium4 2.8GHz / Athlon 64 2800+以上）
- 作業系統：Windows XP / Vista（Vista時推薦單機使用）
- RAM：512MB以上（推薦1GB以上，使用Real-time VOCALOID2 VST instrument時推薦2GB以上）
- 其他：2GB的硬碟容量（軟件的實際容量約809MB）

## CV01 初音未來
初音未來（中文界部分人簡稱為「初音」）由插畫家KEI以動漫風格設計人物及繪畫，聲優藤田咲提供原聲。官方表示初音未來擅長由80年代至最新的流行歌曲。2007年8月31日發售，隨即大受歡迎，並創下音樂軟件界鮮有的高銷售量，至12月上旬售出超過25000套。

## CV02 鏡音鈴、連
女聲鏡音鈴於2007年11月1日開始發表，男聲「鏡音連」則在同年12月3日發表。鈴和連同樣由下田麻美提供原聲。和初音未來一樣由KEI設計人物及繪畫。2007年12月27日發售，隨著初音未來的熱潮，鏡音鈴、連在初發售時創下音樂軟件市場佔有率最高62.2%的驚人成績。2008年5月28日發表於7月發售更新版「act2」。

## CV03 巡音流歌/巡音流香
和前兩作不同的是，CV03同時包括日語和英語的歌聲資料庫。2009年1月30日發售。角色名稱「巡」於1月5日公開，意思是「遍布周圍的聲音」。全名於翌日公開，漢字為「流」，表示歌曲的流動；漢字為「歌」或「香」，意思為「歌曲及香氣的傳達」。和前兩作一樣由KEI設計角色，聲音提供者是聲優淺川悠。

## 衍生角色
初音未來的粉絲們自行設計名字、樣貌、服飾、性格等，創作出不同的角色。例如從甩蔥歌而來的「小初音未來」、從2ch洗板事件而來的「亞北音留」、以及沒有音樂製作才能的人群心靈擬人化的角色「弱音Haku」得到不少粉絲的支持，更推出各種商品。

## 多媒體的展開
有鑑於初音未來身為一個二次元角色在網路上產生的高知名度，有不少用家希望CD化、動畫化、遊戲化。在2007年10月開始有一些企業向CRYPTON提議各種以角色為中心的企畫，包括電子遊戲、漫畫、人物模型。對此負責企劃及販賣的佐佐木涉在當時表示會「慎重考慮，但CRYPTON未必能夠負荷大型的計劃」。

### 全系列
Frontier Works於C73發售Fanbook「『初音未來』『鏡音鈴』CV系列 公認Fanbook 2007winter」、圍巾、抱枕。AXIA（Almighty X Item Amusement）和COSPA亦會發售關聯商品。
同年12月3日，CRYPTON開設讓用戶投稿音樂或圖片作品的消費者自組媒體（Consumer Generated Media、CGM）式網站PIAPRO （页面存档备份，存于）（全稱「peer production」）測試版，計劃至公開初版只有兩週，最初投稿的音樂作品是「http://piapro.jp/a/content/?id=9uq8oudjr34q7p1n&pid=[ ] （页面存档备份，存于）」。開啟網站後兩小時半超過700人註冊為用戶，一日後超過三千人。而投稿的作品多是畫作。12月6日，影片分享網站zoome和PIAPRO合作，開始接受影片投稿，作品會由藤田咲和下田麻美觀賞評選，並會在zoome的網上節目《藤田咲和下田麻美的TDKI（投稿影片向上委員會）》介紹。12月20日至2008年1月下旬發放6回，前序於2007年12月11日發放。兩個企劃的目的是發掘有潛力的創作人和發展CGM。而經過2007年12月一次作品的版權問題後，CRYPTON更想以此提供給用戶一個版權限制更適合網上創作的地方。於2008年9月2日公開手電版。12月8日開始，用戶經由PIAPRO於iTunes Store發售歌曲。另外，PIAPRO是非牟利的。
網絡遊戲《釣魚天堂！》於2007年12月21日至翌年1月25日舉行以初音未來為中心的活動，於2008年1月再加入鏡音鈴，同樣是歌唱遊戲的主題曲《水滴》。
同年12月28日，NICONICO動畫舉行抽獎活動，抽選使用了初音未來的其中100個原創作品，中獎者會獲得鏡音鈴、連的軟件，2008年1月7日截止，1月10日公佈結果。
2007年12月29日至31日，KEI以同人誌的形式發售畫集《VOCALOIDs》，內容包括部分未公開的人物初期設定。2008年1月21日發售《做得到的初音未來&鏡音鈴、連 VOCALOID2 & Windows Vista/XP對應》，藤本健、大坪知樹等著。以初學者為對象，含大量圖解的解說書本。同年3月8日由Yamaha發售《初次的初音未來 VOCALOID2 Offical Guide Book》。
2008年5月9日，PIAPRO發表和手機小說網站forest novel合作的，應募學園的校歌。5月21日，CRYPTON開始在發放初音未來、鏡音鈴、連有關的內容。
同年5月5日，網絡遊戲《魔法飛球》發表於5月22日舉行與初音未來合作的活動，加入為遊戲的角色之一，活動期間的背景音樂也會改變。6月5日再加上鏡音鈴。6月12日，則再加入鏡音連。
同年6月18日發表PIAPRO和《週刊少年Magazine》合作於7月發售「未來箱（暫稱）」，當中收錄畫作和音樂DVD。7月9日發表正式名稱「初音未來 MIXINGBOX」。
同年7月25日發表於C74發售混合吧☆天然聲音feat.初音未來 1st Anniversary♪，收錄初音未來、鏡音鈴、連、MEIKO、KAITO的五首原創曲。
2008年8月1日發表NENDOROID造形的初音未來、鏡音鈴、連會出現於世嘉的遊戲Virtua Fighter 5R。

## 創作限制
CRYPTON對十八禁同人作品大多默認，但有部分超過可默認的作品可能會因損害角色形象而勸告停止製作，上載到NICONICO動畫的作品甚至會要求刪除，亦曾公開表示收到投訴而要求NICONICO動畫刪除一位用戶 （页面存档备份，存于）的大半作品。另外，因用戶的希望，原本禁止使用於任何軟件（包括遊戲）的限制於2008年2月22日解決。亦有人抱怨人物模型的審查基準過分嚴格，其後已放寬限制。